# Дом 46 на проспекте Мира/ Дом 22 на улице Никитина/ Дом 19 на улице Маяковского

Вид дома № 46/ Никитина, 22 (сегодня — 48/ Никитина, 22) со стороны проспекта Мира. Фото 1981 года

 Дом на проспекте Мира, 46/ Дом на улице Никитина, 22/ Дом на улице Маяковского, 19, иное наименование — «Дом Д. Т. Шанаева — центр общественной и культурной жизни Владикавказа. Место, где часто бывал К. Л. Хетагуров» — памятник истории во Владикавказе, Северная Осетия. Памятник, связанный с историей осетинской национальной культуры. Выявленный объект культурного наследия России и культурного наследия Северной Осетии. Находится в исторической части города на пересечении проспекта Мира, д. 46 — 48, улиц Никитина, д. 22 и Маяковского, д. 19. Фасад, выходящий на проспект Мира, фактически нумеруется домами № 46 — 48.

## История
Двухэтажное кирпичное здание было построено в 1880 году. В доме проживал с 1880 по 1910-е годы адвокат, осетинский этнограф и фольклорист Джантемир Токаевич Шанаев. Первый этаж сдавался под торговые предприятия. Второй этаж здания занимала квартира Джантемира Шанаева, которая была центром общественной и культурной жизни Владикавказа. Квартиру неоднократно посещал осетинский поэт Коста Хетагуров, который находился в дружеских отношениях с Джантемиром Шанаевым. Квартира была местом собраний членов «Общества по распространению образования и технических сведений среди горцев Терской области», осетинского издательского общества «Ир», которые посещали поэт А. З. Кубалов, первый осетинский философ А. Гассиев, просветитель и автор первого осетинского букваря Алмахсид Адильгиреевич Кануков, врачи М. Д. Беликов и Л. Б. Газданов, писатель Г. М. Цаголов. В 1910-е годы Дзантемир Шанаев переселился в соседний дом № 47 на противоположной стороне Александровского проспекта, где снимал квартиру на втором этаже.
Владикавказский краевед Ф. С. Киреев называет собственником дома купца Ганжумова, который содержал на первом этаже магазин мануфактуры.
С начала 1930-х годов в здании располагалась швейная фабрика имени С. М. Кирова, в которой в 1934—1937 годах трудился Герой Советского Союза Александр Никитович Карасёв. В 1935 году коллектив фабрики был удостоен почётного звания «Победитель в производственном походе имени 7-го Всесоюзного съезда Советов».
Здание внесено в реестр охраняемых памятников истории 5 июня 1981 года Главным управлением охраны, реставрации и использования памятников истории и культуры Министерства истории и культуры СССР.
Нумерация
В 1980-е годы фасад здания, выходивший на проспект Мира, относился к дому № 46. В последующем этот фасад был разделён на два номера — № 46/ Маяковского, 19 и № 48/ Никитина, 22.
Архитектура
Весь периметр здания делится по горизонтали протяжённым карнизом между первым и вторым этажами. Первый этаж, предназначенный для торговых помещений, состоит из больших прямоугольных окон-витрин и рустованных пилястр. Окна второго окна оформлены арками и в нижней части — углублёнными нишами. Под окнами фасада, выходящего на проспект Мира, протянута лента геометрического орнамента. Здание увенчано фигурными аттиками. Фасад, выходящий на проспект Мира, имеет три балкона с ажурными металлическими ограждениями. В центре фасада на проспекте Мира находится парадная дверь. На пересечении проспекта Мира и улицы Маяковского находится второй вход в торговые площади. Над этим входом располагается балкон с ажурным ограждением, выше которого находится ещё один балкон с выходом на крышу.
В здании проводилась неоднократная внутренняя перестройка. В 1981 году производился капитальный ремонт.

## Галерея

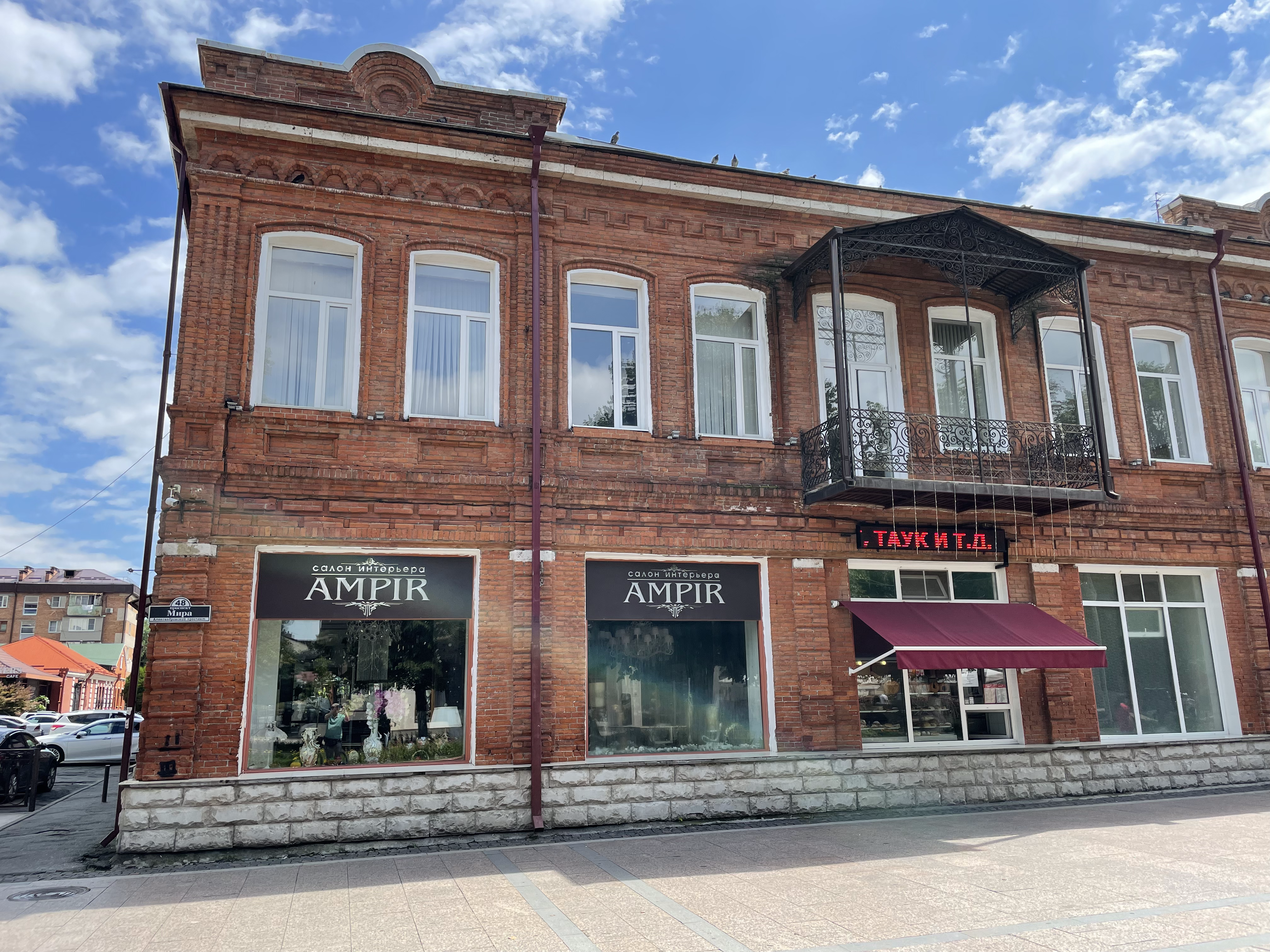
Левая часть фасада со стороны проспекта Мира, дом № 48/ Никитина, 20
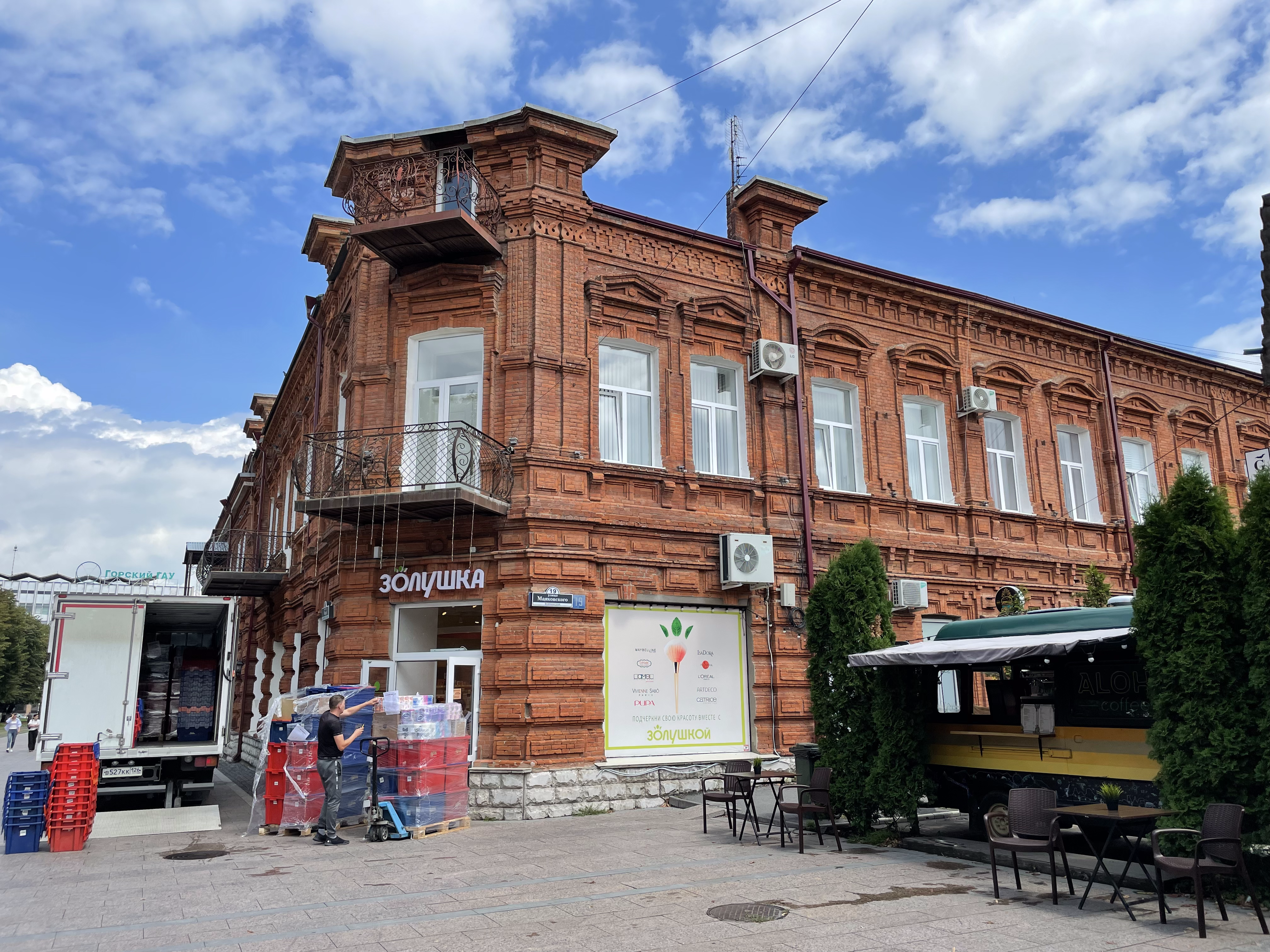
Вход в торговый зал дома № 46/ Маяковского, 19
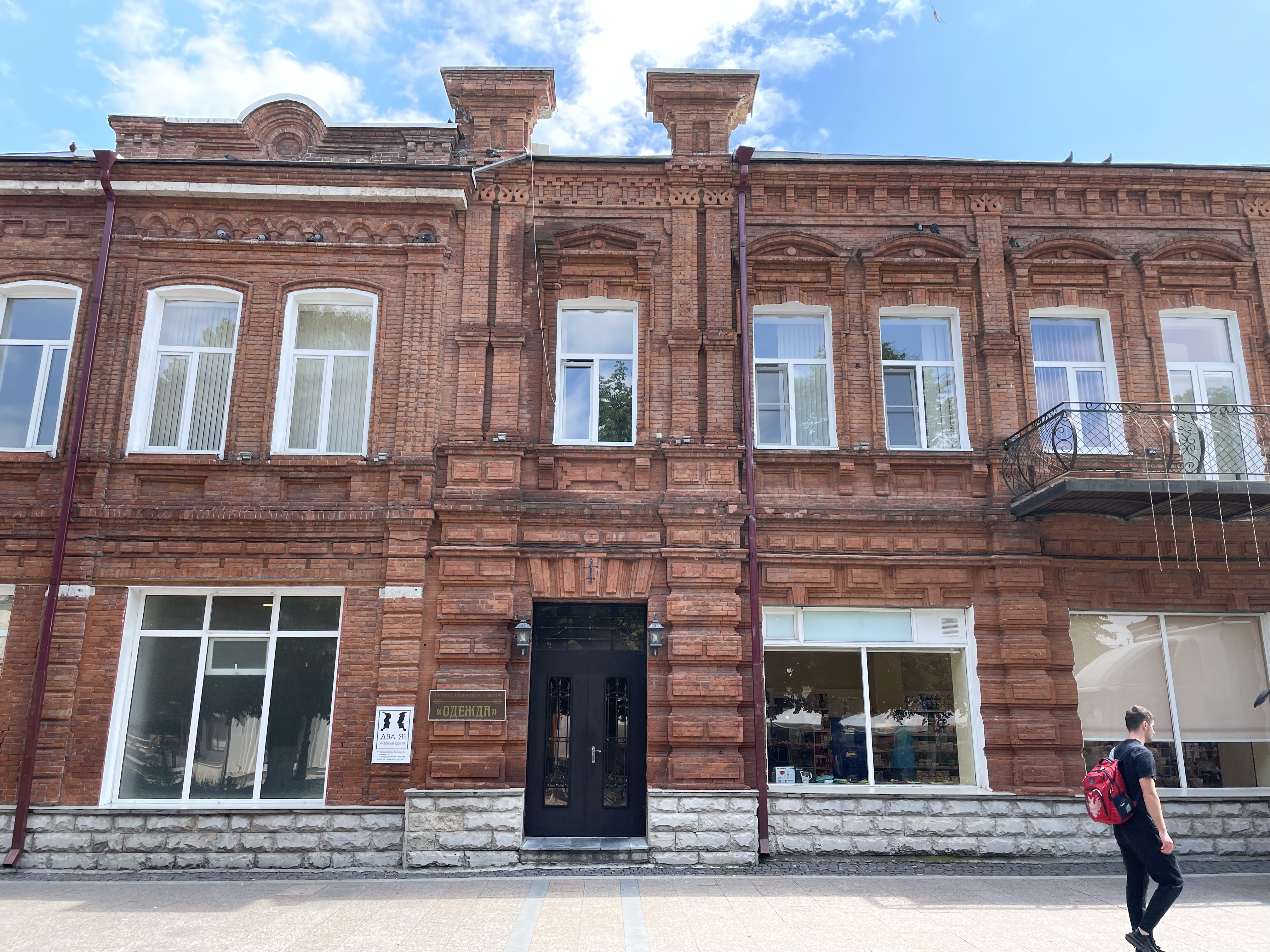
Парадный вход со стороны проспекта Мира